# Alberti
Alberti (de Albertis, degli Alberti), splitska patricijska obitelj.
Prema Francescu Carrari podrijetlom su iz Firence odakle su kao pristaše gibelina u sukobima s gvelfima morali pobjeći, pa se jedan ogranak doselio u Split. Od 14. stoljeća nastavali su četvrt Sv. Petra zajedno s obiteljima Cindro, Grisogono i Marulić. Austrijsku potvrdu plemstva dobili su 1822. godine.

## Povijest
Prvi članovi obitelji u Splitu spominju se od 13. stoljeća, ali se sa sigurnošću mogu pratiti od kraja 14. stoljeća. Tako se prvom osobom iz obitelji može smatrati Teodozija, unuka Dujmovog koji je 1243. godine poginuo u sukobu s Ugrima i Hrvatima iz Klisa.
U 14. stoljeću istaknuo se Janko Alberti, čija se nadgrobna ploča s ugraviranim likom viteza može vidjeti u splitskoj katedrali. Godine 1553. obitelj Alberti navodi se u popisu splitskog plemstva.
Za vrijeme kratkotrajnog oslobođenja Klisa 1596. godine istaknuo se kao junak Ivan Alberti.
Austrijsko plemstvo potvrđeno im je 1822. godine, a titula conte 1907. godine. U 19. stoljeću djeluju splitski načelnik Petar i autonomaš Ivan Lovro. U 20. stoljeću obitelj se odselila u Italiju.
Ostali poznati pripadnici su Antun Alberti, pjesnik latinist, Nikola Alberti, splitski arhiđakon, Matija Alberti, hrvatski jezikoslovac i izdavač crkvenih knjiga, Nikola Alberti Matulić, hrvatski pjesnik, Juraj Alberti, glazbeni pisac, Ante Alberti, hrvatski pravnik i skladatelj i Antun Alberti, član Velikoga vijeća 1729. i pisac prigodnih govora.

## Grb
U modrom štitu nalaze se dvije zlatne koso položene grede. Na jednoj varijanti obiteljskog grba nalazi se iznad štita turnirska kaciga s vizirom i krunom iz koje rastu tri nojeva pera.

## Znameniti posjedi
- palača Alberti